# Lech Koziejowski
Lech Koziejowski, né le 3 avril 1949 à Varsovie, est un escrimeur polonais, pratiquant le fleuret.

## Palmarès

### Jeux olympiques d'été
- 1980 à Moscou
  -  Médaille de bronze au fleuret par équipes
- 1976 à Montréal
  - Participation
- 1972 à Munich
  -  Médaille d'or au fleuret par équipes

### Championnats du monde
- Médaille d'argent par équipe en 1974 à Grenoble
- Médaille de bronze par équipe en 1973 à Göteborg
- Médaille d'argent par équipe en 1971 à Vienne
- Médaille d'argent par équipe en 1969 à La Havane

### Championnats de Pologne
- en 1980:
  -  Champion de Pologne